# 神戸洋楽物語
『神戸洋楽物語』（こうべようがくものがたり）は、1995年度から2001年度まで、ラジオ関西（当時はAM神戸）が主としてプロ野球のナイターシーズンオフ（下半期）に放送した洋楽のリクエスト番組である。年度によってナイターシーズン中（上半期）にも放送された。1997年は『私の洋楽物語』として放送した。
ラジオ関西は日本初の電話リクエスト番組を行うなど、洋楽（ジャズ、ポップスなど）の番組を多数放送していたが、この番組はその1つの集大成ともいえる番組で、ラジオ関西を代表する洋楽通のアナウンサー・三浦紘朗（みうら・ひろあき）の司会で、リスナーからの洋楽の楽曲のリクエストに応えるというものだった。

## 関連番組
- ホットジャズライン
- 神戸ジャズタイム
- 名曲ラジオアワー